# Vittoriosa Stars FC
Vittoriosa Stars FC (ang. Vittoriosa Stars Football Club) – maltański klub piłkarski, mający siedzibę w mieście Birgu na wschodzie kraju.

## Historia
Chronologia nazw:
- 1906—1914: Melita-Vittoriosa FC
- 1914—1936: Vittoriosa Rovers FC
- 1936—...: Vittoriosa Stars FC

Klub został założony przez Feliċ Grima w 1906 roku jako Melita-Vittoriosa FC, chociaż istnieją wzmianki, że Melita-Vittoriosa już rozgrywał mecze w 1902 roku. W sezonie 1912/13 debiutował w pierwszej lidze. W ligowych rozgrywkach zajął 4 miejsce. W 1914 roku zmienił nazwę na Vittoriosa Rovers FC. W sezonie 1916/17 zajął ostatnie 6 miejsce i pożegnał się z najwyższą ligą. W sezonie 1922/23 powrócił do elitarnych rozgrywek, ale po zakończeniu sezonu 1924/25, w którym zespół zajął dość wysokie czwarte miejsce, został zdegradowany. W 1936 połączył się z Vittoriosa Rangers FC i przyjął nazwę Vittoriosa Stars FC. Dopiero w sezonie 1954/55 zwyciężył w pierwszej dywizji, ale w sezonie 1955/56 nie utrzymał się w najwyższej lidze. Po dwudziestu latach w sezonie 1975/76 zajął drugie miejsce w drugiej lidze i został promowany do Premier League. W następnym sezonie 1976/77 zespół uplasował się na 6 pozycji, a w sezonie 1977/78 na ostatnim 10 miejscu i ponownie spadł do pierwszej dywizji. W sezonie 2008/09 zajął drugie miejsce i otrzymał promocję do Premier League. Jednakże, rozpatrzenie afery korupcyjnej, w której był uwikłany klub, było wielokrotnie przełożone przez Maltański Związek Piłki Nożnej, i awans został zatrzymany. W końcu wyrok został ogłoszony dopiero po pierwszej rundzie nowego sezonu. 25 sierpnia 2009 zespół został przywrócony do pierwszej ligi, a decyzja wchodziła w życie w trybie natychmiastowym. Pomimo tamtej sytuacji, graczom udało się utrzymać optymistyczne nastawienie, i zespół powtórzył ubiegłoroczny sukces, ponownie zajął drugie miejsce. Jednak powrót do ekstraligi był nieudany, ostatnie 10 miejsce w sezonie 2010/11 i spadek do pierwszej dywizji. W sezonie 2012/13 zajął drugie miejsce w pierwszej dywizji i powrócił do Premier League.

## Sukcesy

### Trofea międzynarodowe
Nie uczestniczył w rozgrywkach europejskich (stan na 31-05-2013).

### Trofea krajowe
| \| \| Zdobyte trofea w rozgrywkach Malty (stan na: 31-05-2013) \| |                                                          |      |                        |
| Rozgrywki                                                         | Osiągnięcie                                              | Razy | Sezon(y)               |
| Mistrzostwo                                                       | I miejsce                                                | 0    |                        |
| Mistrzostwo                                                       | II miejsce                                               | 2    | 1924                   |
| Mistrzostwo                                                       | III miejsce                                              | 0    |                        |
| Puchar                                                            | zdobywca                                                 | 0    |                        |
| Puchar                                                            | finalista                                                | 1    | 1924                   |
| Superpuchar                                                       | zdobywca                                                 | 0    |                        |
| Superpuchar                                                       | finalista                                                | 0    |                        |
| II liga                                                           | I miejsce                                                | 1    | 1955                   |
| II liga                                                           | II miejsce                                               | 4    | 1976, 2009, 2010, 2013 |
| II liga                                                           | III miejsce                                              | ?    |                        |
| Malta                                                             | Zdobyte trofea w rozgrywkach Malty (stan na: 31-05-2013) |      |                        |

## Stadion
Klub rozgrywa swoje mecze domowe na stadionie De La Salle Ground w Birgu, który może pomieścić 1,000 widzów.